# Джанврин, Кип
Кип Джанврин (англ. Kip Janvrin; род. 8 июля 1965, Гатри-Сентер, Айова) — американский легкоатлет, специалист по многоборьям. Выступал за сборную США по лёгкой атлетике в 1990-х и 2000-х годах, обладатель бронзовой медали Игр доброй воли в Санкт-Петербурге, чемпион Панамериканских игр в Мар-дель-Плате, чемпион США в десятиборье, участник летних Олимпийских игр в Сиднее.

## Биография
Кип Джанврин родился 8 июля 1965 года в городе Гатри-Сентер, штат Айова.
Занимался лёгкой атлетикой во время учёбы в Колледже Симпсон в Индианоле, успешно выступал за местную команду на различных студенческих соревнованиях, в частности становился чемпионом третьего дивизиона Национальной ассоциации студенческого спорта (NCAA): в десятиборье, прыжках с шестом и беге на 400 метров.
Одну из первых значимых побед одержал в 1989 году на Олимпийском фестивале в Нормане, где на церемонии открытия с речью выступил бывший президент Рональд Рейган.
В 1992 году пытался пройти отбор на Олимпийские игры в Барселоне, но на национальном отборочном турнире в Новом Орлеане стал в десятиборье лишь восьмым.
В 1994 году в составе американской сборной стартовал на Играх доброй воли в Санкт-Петербурге, в зачёте десятиборья сумел выиграть бронзовую медаль.
В 1995 году на Панамериканских играх в Мар-дель-Плате превзошёл всех соперников в десятиборье и завоевал золото.
На домашнюю Олимпиаду 1996 года в Атланте не попал, став на предшествовавшем чемпионате США четвёртым.
На чемпионатах США 1997, 1998 и 1999 годов так же занимал четвёртые места, из-за чего в основной состав сборной не попадал.
В 2000 году уже в возрасте 35 лет Джанврин выиграл бронзовую медаль на чемпионате США в Сакраменто и тем самым удостоился права защищать честь страны на летних Олимпийских играх в Сиднее — здесь набрал в сумме десятиборья 7726 очков, расположившись в итоговом протоколе на 21-й строке.
В 2001 году выиграл чемпионат США в Юджине и отправился на чемпионат мира в Эдмонтоне, где занял 17-е место. Также в этом сезоне был восьмым на Играх доброй воли в Брисбене.
В 2003 году участвовал в Панамериканских играх в Санто-Доминго, досрочно завершил выступление.
В 2004 году предпринял попытку отобраться на Олимпиаду в Афинах, но на отборочном чемпионате США в Сакраменто показал лишь 12-й результат.
Кип Джанврин считается одним из самых плодовитых спортсменов в истории десятиборья, ему принадлежит мировой рекорд по общему количеству побед в данной дисциплине (41). 15 раз он выигрывал соревнования Drake Relays в Де-Мойне, чего не удавалось сделать ни одному другому атлету. 26 раз в карьере он набирал в сумме более 8000 очков — это наивысший показатель среди всех американских многоборцев.
Впоследствии проявил себя на тренерском поприще, более 35 лет возглавлял легкоатлетическую команду Университета Центрального Миссури.